# Западновеликопольские говоры

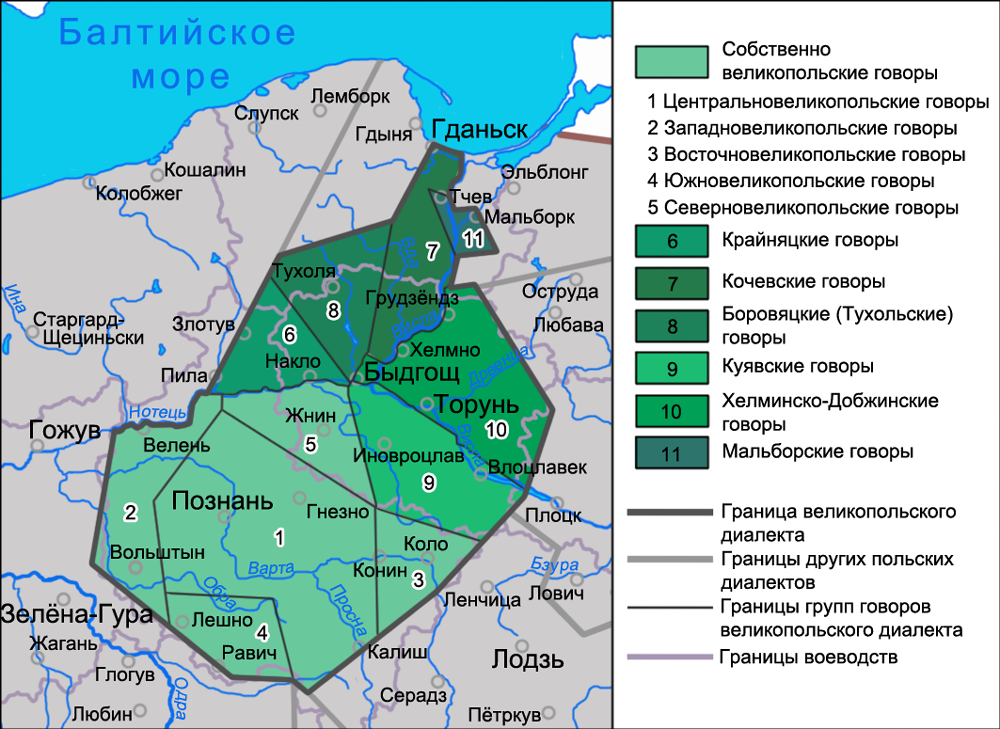
Западновеликопольские говоры на карте великопольского диалекта

Западновеликопо́льские го́воры (пол. gwary zachodniowielkopolskie) — группа говоров великопольского диалекта, распространённых на западе Великопольского воеводства. Являются частью собственно великопольских говоров.
Вместе с южновеликопольскими говорами западновеликопольские размещены на крайнем западе ареала великопольского диалекта, а до Второй мировой войны находились на крайнем западе всего польского диалектного массива на границе с областью распространения диалектов немецкого языка. Расселение носителей западновеликопольских говоров в области немецко-польских языковых контактов, а в XIX — начале XX века на территории под властью Пруссии, способствовало появлению в говорах большого числа германизмов.

## Вопросы классификации
Начиная с одной из первых классификаций польских диалектов, составленной К. Ничем и представленной на карте 1919 года, территория распространения западновеликопольских говоров в классификациях всех польских диалектологов включается в состав великопольского диалекта. Исключение на карте К. Нича 1919 года составили мазуракающие периферийные говоры в окрестностях города Бабимост, которые были отнесены к силезскому наречию (пол. narzecze śląskie) — на современных картах великопольского диалекта данные говоры относят к западновеликопольским. Запад, как отдельный диалектный регион в составе великопольского диалекта, выделяется в классификации К. Нича, представленной в работе Wybór polskich tekstów gwarowych (1957), в которой отдельно от западновеликопольских говоров рассматривается изначальное польско-лужицкое пограничье (пол. pierwotne pogranicze polsko-łużyckie); также как отдельный регион запад рассматривается в классификациях С. Урбанчика; Мариана Куцалы (Marian Kucała); Моники Грухмановой (Monika Gruchmanowa) — западновеликопольские говоры она выделяет как западный диалект с польско-лужицким пограничьем (пол. Dialekt zachodni oraz pogranicze polsko- łużyckie); Зенона Соберайского (Zenon Sobierajski) и других диалектологов.
Различаются в предложенных классификациях только границы территории, занимаемой западновеликопольскими говорами.
Основные языковые признаки классификации польских диалектов, по которым К. Нич выделил великопольский диалект — изоглоссы отсутствия мазурения и наличия звонкого типа межсловной фонетики — характерны также и для западновеликопольских говоров.

## Область распространения
Западновеликопольские говоры распространены на западе ареала собственно великопольских говоров и на юго-западе ареала всего великопольского диалекта. Они занимают территорию в западной части Великопольского воеводства в районах Серакува, Менздыхуда, Пнев, Новы-Томысля, Збоншыня, Вольштына и других городов. С севера, запада и юга западновеликопольские говоры граничат с территорией распространения новых смешанных польских диалектов, с северо-востока — с крайняцкими говорами, с юго-востока — с южновеликопольскими говорами. На востоке к западновеликопольским примыкают центральновеликопольские говоры.

## Общие особенности говоров
Западновеликопольские говоры разделяют все диалектные явления собственно великопольских говоров, включающие типичные западнонопольские и южнопольские диалектные особенности, а также характеризуются собственными местными диалектными чертами, в числе которых отмечаются:
1. Понижение артикуляции u или во всех позициях, или только после переднеязычных: louʒ́e (польск. литер. ludzie «люди»), koura (литер. kura «курица») и т. п.
2. Неразличение o и u: kura (литер. kura «курица»), gura (литер. góra «гора») и šůr (литер. szczur «крыса»), nůš (литер. nóż «нож»).
3. Произношение i на месте древнепольского долгого ē после мягких согласных: śv’ica (литер. świeca «свеча»).

Кроме этого диалектные особенности отмечаются и в отдельных говорах. Так, в говорах деревень Хвалим (Chwalim), Старое Крамско (Stare Kramsko) и Новое Крамско (Nowe Kramsko) под Бабимостом и в говорах селений веленских мазуров в окрестностях Велени, Кшижа и Вронок распространено мазурение (совпадение в ряде s, z, c, ʒ рядов š, ž, č, ǯ и ś, ź, ć, ʒ́), в целом не характерное для великопольского диалекта. Мазурение в хвалимском говоре объясняется его генетической принадлежностью к силезскому диалекту, мазурение в говорах веленских мазуров и в говорах Крамско связывается с предполагаемым иноязычным (лужицким) субстратом.

## Говоры Старого и Нового Крамско
В говорах Старого и Нового Крамско, для которых предполагается лужицкий субстрат, помимо мазурения распространены следующие диалектные особенности:
1. Отсутствие сужения гласного на месте древнепольского долгого ā в монофтонгическом или дифтонгическом виде: ptak (литер. ptak «птица»), studnia (литер. studnia «колодец») и т. п.
2. Наличие окончаний -yg/-ig, -ych/-ich в формах родительного падежа единственного числа прилагательных и местоимений мужского и среднего рода: moi̯ig dobryg oi̯ca (литер. mojego dobrego ojca «моего хорошего отца»), tyg dobryg chłopa (литер. tego dobrego chłopa «этого доброго крестьянина»), dobrych słowa (литер. dobrego słowa «хорошего слова») и т. п.
3. Наличие окончания -me в форме глагола 1-го лица множественного числа настоящего времени: siedzime (литер. siedzimy «сидим»).
4. Распространение местоимений типа icha, ichy, iche: od iche matki (od jego matki «от его матери»).
5. Распространение слова dumbok’i/důmbok’i (литер. głęboki «глубокий») и другие черты.

## Говор Домбрувки Велькопольской
Говор села Домбрувки Велькопольской (Dąbrówka Wielkopolska) представляет западный ареал западновеликопольских говоров, географически он является одним из наиболее западных говоров как великопольского диалекта, так и всей языковой области так называемых старых польских племенных диалектов (куда не включаются новые смешанные польские диалекты). Говор Домбрувки часто становился предметом изучения диалектологов, его исследовали К. Нич, З. Соберайский, М. Грухманова. Для говора Домбрувки, как и для всех остальных западновеликопольских говоров, длительное время соседствовавших с землями немецких колонистов, и оказавшихся в XIX — начале XX века на территории Пруссии до 1919 года (Домбрувка оставалась на немецкой территории и в межвоенный период до 1945 года) характерно наличие большого число германизмов. В настоящее время немецкие заимствования сохраняются преимущественно в речи жителей западновеликопольских сёл старшего поколения. В говоре Домбрувки, как и в других западновеликопольских говорах сохранился ряд архаизмов, например, нестяжённые формы глаголов: graje (литер. gram «играю»), znaje (литер. znam «знаю») и т. д.
Для говора Домбрувки Велькопольской характерны следующие диалектные особенности:
1. Распространение звонкого типа сандхи, не всегда употребляемого последовательно: czowieg‿rod (литер. człowiek rad «человек рад»), sejź‿niedzil (литер. sześć niedziel «шесть воскресений»), но człowiek‿mo (литер. człowiek ma «у человека есть»)[22]. Отмечается всё большее распространение глухого типа сандхи.
2. При отсутствии мазурения встречаются некоторые формы со звуками s, z, c, ʒ на месте шипящих: do poduszki włozyli (литер. do poduszki włożyli «положили в подушку»).
3. Узкое образование континуантов исторически долгих гласных ā, ō, отсутствие на их месте дифтонгов: ā произносится как o (musioł; naszo), ō произносится как u (przód, wózka), ē произносится как y после твёрдых и отвердевших (potym, tymu) и как i после мягких согласных (cikawo, kóbity). Тенденция к сужению гласных на месте исторически долгих в западновеликопольских говорах является очень сильной.
4. Носовые гласные. Гласный ę (носовой переднего ряда) сужается до į и y носового: cįżki, ksįżyc, gynsi и т. п. Гласный ą (носовой заднего ряда) сужается до ų: stųżki, mųż и т. п. На конце слова произношение носового как um, om.
5. Лабиализация гласного o как в начале, так и внутри слова: u̯oejców, u̯od żony, gu̯óści.
6. Редукция ł между двумя согласными: nasykowaa, mówia, robia и т. п.